# Superclásico de las Américas 2017
Il Superclásico de las Américas 2017 è la quarta edizione del trofeo, disputato il 9 giugno 2017 tra Brasile e Argentina al Melbourne Cricket Ground di Melbourne.

## Risultati
| Arbitro: | Chris Beath |

|  |           |             |
|  | Marcatori | 45’ Mercado |

| Brazil | Argentina |